# Möntenich
Möntenich este o comună din landul Renania-Palatinat, Germania.

## Geografie

### Locație
Municipalitatea se află într-o zonă situată la marginea stațiunii Maifeld între castelele Pyrmont și Eltz.

## Istoric
La 1 martie 1285, Muntenich a avut prima mențiune documentară în voința lui Karden Canon Heinrich de Littore. Möntenich a fost un sat imperial și a trecut ca un vițel în proprietatea baronilor din Pyrmont. Mai târziu, era o exploatație electorală-triere. Supremația lui Trier sa încheiat cu ocuparea terenurilor de pe malul stâng al Rinului de către trupele franceze revoluționare între 1794 și 1796. În 1815, Möntenich a fost repartizat Regatului Prusiei la Congresul de la Viena. Din 1946, a făcut parte din statul nou-fondat, de atunci, din Renania-Palatinat.
1. ↑  Alle politisch selbständigen Gemeinden mit ausgewählten Merkmalen am 31.12.2018 (4. Quartal) (în germană), Statistisches Bundesamt[*], arhivat din original la 10 martie 2019, accesat în 10 martie 2019